# SWIMO

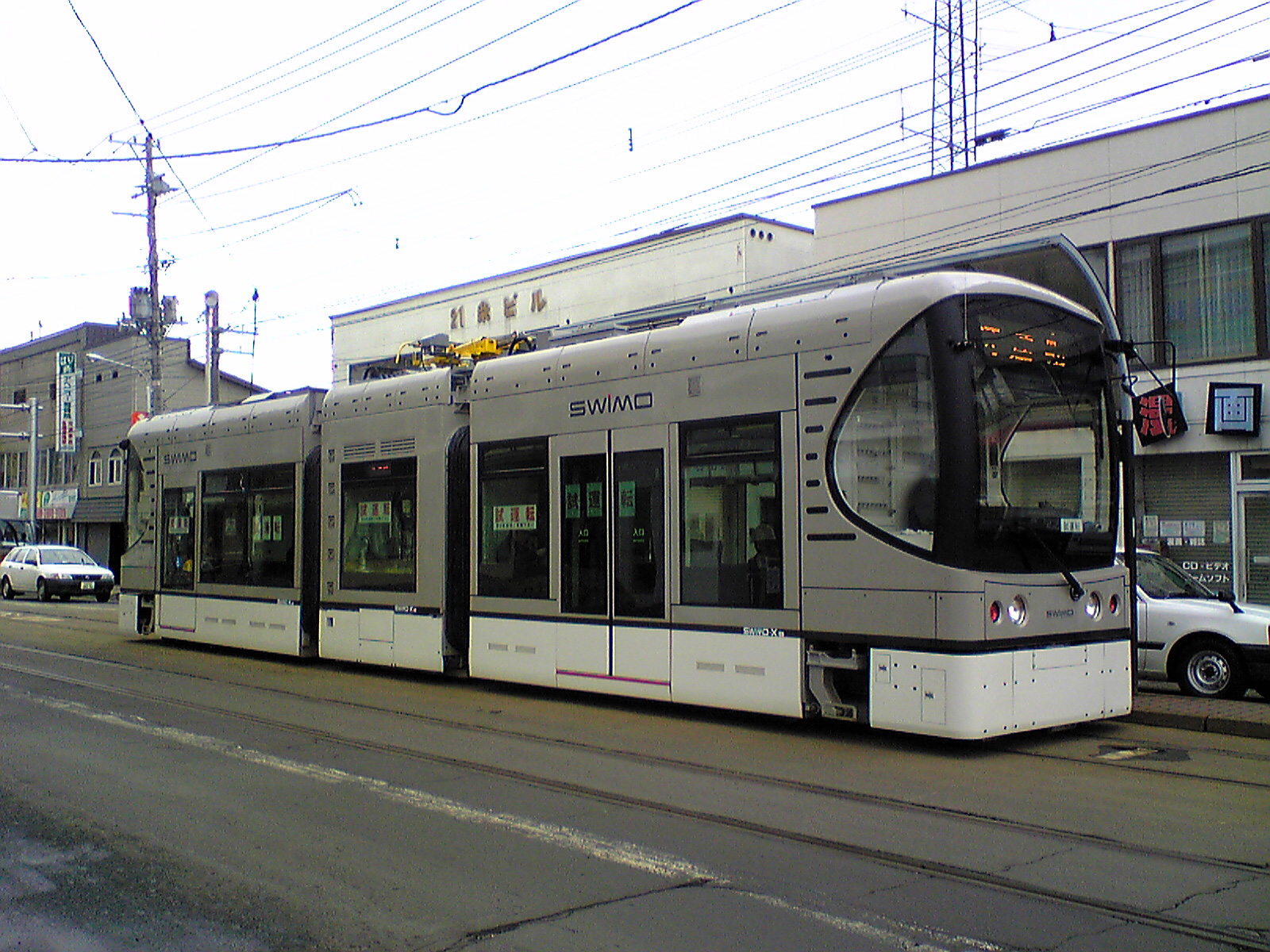
집전장치가 강하된 채 시운전하는 시제차, 삿포로에서 2008년 3월 촬영

SWIMO (Smooth WIn MOver, 쉬모)는 가와사키 중공업이 연구, 개발 중에 있는 전차선 및 축전지 병용식 저상 노면전차로, 3량 편성이며 길이는 15m이다.
전차선이 있는 전철화 구간에서는 일반적인 전동차와 같은 집전장치로부터 전력 공급을 받고 주행하며, 도시 경관에 뛰어난 비 전철화 구간에서는 가와사키 중공업이 독자적으로 개발한 대용량 니켈 수소 축전지의 전력으로 주행한다. 어느 경우에도 주행 성능은 변함 없다.
그리고 회생 제동에 의한 발생 전력 또는 전철화 구간에서 집전장치를 통한 전력의 일부를 이용해 축전지를 충전할 수 있다. 5분간의 충전으로 평탄선에서 40km/h로 적어도 10km의 구간을 주행할 수 있다. 감속도 2.5km/h/s 이내이면 회생 제동의 힘으로 정지할 수 있다.
바닥 높이는 객실이 360mm, 출입문 인근이 330mm이며 선단 동력 대차는 차축을 가진 제1 차축은 동력 차륜, 제2 차축은 직경이 작은 가이드 차륜이다. 중간 부수 대차은 4륜 독립 차륜 구조이다.
고정 유리창으로는 적외선 흡수 이중 유리를 채용한다. 차체 도장은 유기 용제가 함유하지 않는 수성 도료를 사용한다.
2007년, 시범선에서 시제차의 주행 시험한 뒤에 2008년에는 삿포로시 시영 노면전차 노선에서 겨울 비 영업 시운전을 시행했다.

## 시제차 제원
- 궤간: 1067mm (협궤)
- 좌석: 28명
- 전차선 전압: 직류 600V
- 무게: 30t (빈차)
- 법정 최고속도: 40km/h
- 설계 최고속도: 50km/h
- 가속도: 2.5km/h/s (고가속 때 3.5km/h/s)
- 감속도: 상용 최대 (기계적 제동 보족) 3.5km/h/s, 비상 5.0km/h/s
- 견인 전동기: 50kW 유도전동기×2대
- 제어 장치: IGBT-VVVF 인버터×2대
- 추진 용 전지: 200Ah이상×30셀×8모듈, 대형 니켈 수소 축전지
- 충방전 제어장치: IGBT-쵸퍼 250kW

## 참고 문헌
- 철도 Pictorial 임시 증간, 철도차량 연감 2008년판 (철도도서 간행 회, 일본)